# Wilemania fuscomarginata
Wilemania fuscomarginata är en fjärilsart som beskrevs av Christine G. Niwa 1910. Wilemania fuscomarginata ingår i släktet Wilemania och familjen mätare. Inga underarter finns listade i Catalogue of Life.